# Jan Szlaga

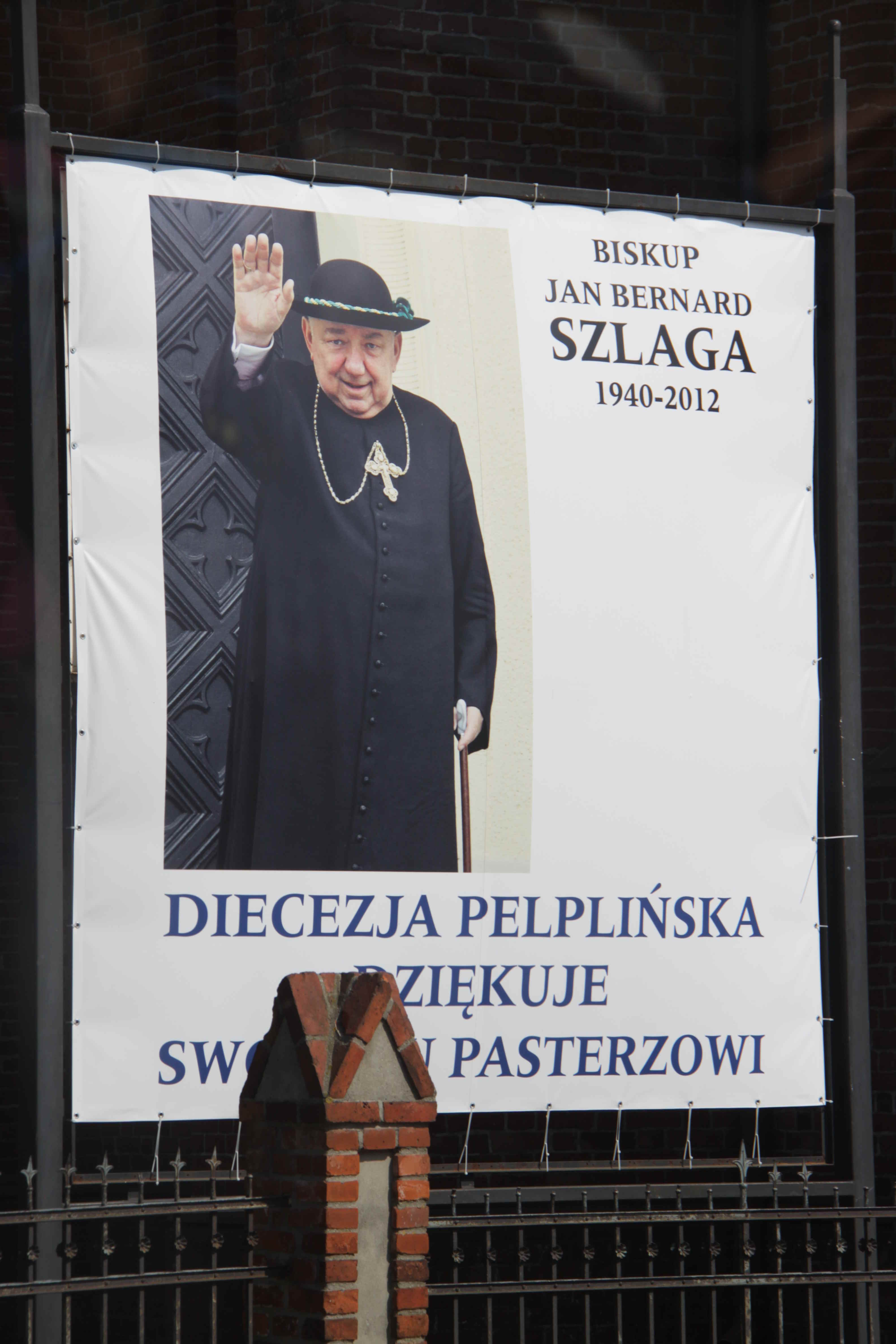
Jan Bernard Szlaga, Plakat an der Bischofskirche in Pelplin, 2012

Jan Bernard Szlaga (* 24. Mai 1940 in Gotenhafen; † 25. April 2012 in Starogard Gdański) war ein polnischer Theologe und Bibelwissenschaftler sowie römisch-katholischer Bischof von Pelplin.

## Leben
Jan Szlaga studierte am Priesterseminar in Pelplin und der Katholischen Universität Lublin. Er wurde am 2. Juni 1963 vom Kulmer Bischof Kazimierz Jósef Kowalski zum Priester geweiht. Von 1965 bis 1969 studierte er Bibelwissenschaften an der Katholischen Universität Lublin. Er wurde 1970 zum Dr. theol. promoviert. 1972 und 1973 war er Wissenschaftlicher Assistent am Päpstlichen Bibelinstitut in Rom. Er habilitierte sich 1976 mit einer Schrift über den Neuen Bund Christi nach dem Hebräerbrief.
Von 1969 bis 1988 arbeitete er an der Katholischen Universität Lublin. Er war Vize-Dekan und 1984 Dekan der Theologischen Fakultät der Universität. Zwischen 1984 und 1988 war er Vizepräsident der KU Lublin. Er war zudem Dozent an den Seminaren in Lublin und in Pelplin sowie der Nikolaus-Kopernikus-Universität Toruń. Von 1991 bis 2001 war er Professor an der Universität Danzig.
Papst Johannes Paul II. ernannte ihn am 13. Juni 1988 zum  Titularbischof von Mascula und zum Weihbischof in Kulm. Die Bischofsweihe spendete ihm der Primas von Polen, Kardinal Józef Glemp, zwölf Tage später. Mitkonsekratoren waren der Apostolische Nuntius in Polen, Erzbischof Francesco Colasuonno, und der Bischof von Kulm, Marian Przykucki. „Parare vias Domini“ (Bereitet den Weg des Herrn) war sein bischöflicher Leitspruch.
Mit der Neustrukturierung und der Umbenennung der Diözese in das Bistum Pelplin durch die Bulle Totus Tuus Poloniae Populus am 25. März 1992 wurde Szlaga zum ersten Bischof von Pelplin ernannt.
Im Juni 1999 war Jan Szlaga Gastgeber beim Besuch Papst Johannes Paul II. in Pelplin. Er erneuerte das traditionsreiche Collegium Marianum und sorgte für die Restaurierung der Kathedrale. Er war Vorsitzender des Wissenschaftlichen Rates der polnischen Bischofskonferenz. Er war Mitglied des Rates für die Ökumene und der Bischöflichen Kommission für den Dialog mit dem Polnischen Ökumenischen Rat.
Szlaga veröffentlichte einige Bücher und Aufsätze. Er war Herausgeber einer Reihe gemeinsamer Arbeiten wie Allgemeine Einführung in die Schrift (Posen, 1986), in der er unter anderem eine eigene biblische Hermeneutik entwickelte.

## Auszeichnungen
Für sein Wirken wurde er mehrfach geehrt, darunter 2009 mit dem Orden Polonia Restituta für „herausragende Leistungen in Forschung und Lehre, für seine Arbeit in der Seelsorge und das Engagement für Menschen in Not helfen“.
Er wurde Ehrenbürger von Chojnice (1994), Starogard Gdański (1997), Gmina Pelplin (2001) und  Gdynia (2008). 2010 wurde er mit dem Verdienstkreuz der Woiwodschaft Pommern Za Zasługi dla Województwa Pomorskiego geehrt.